# فن صفوي

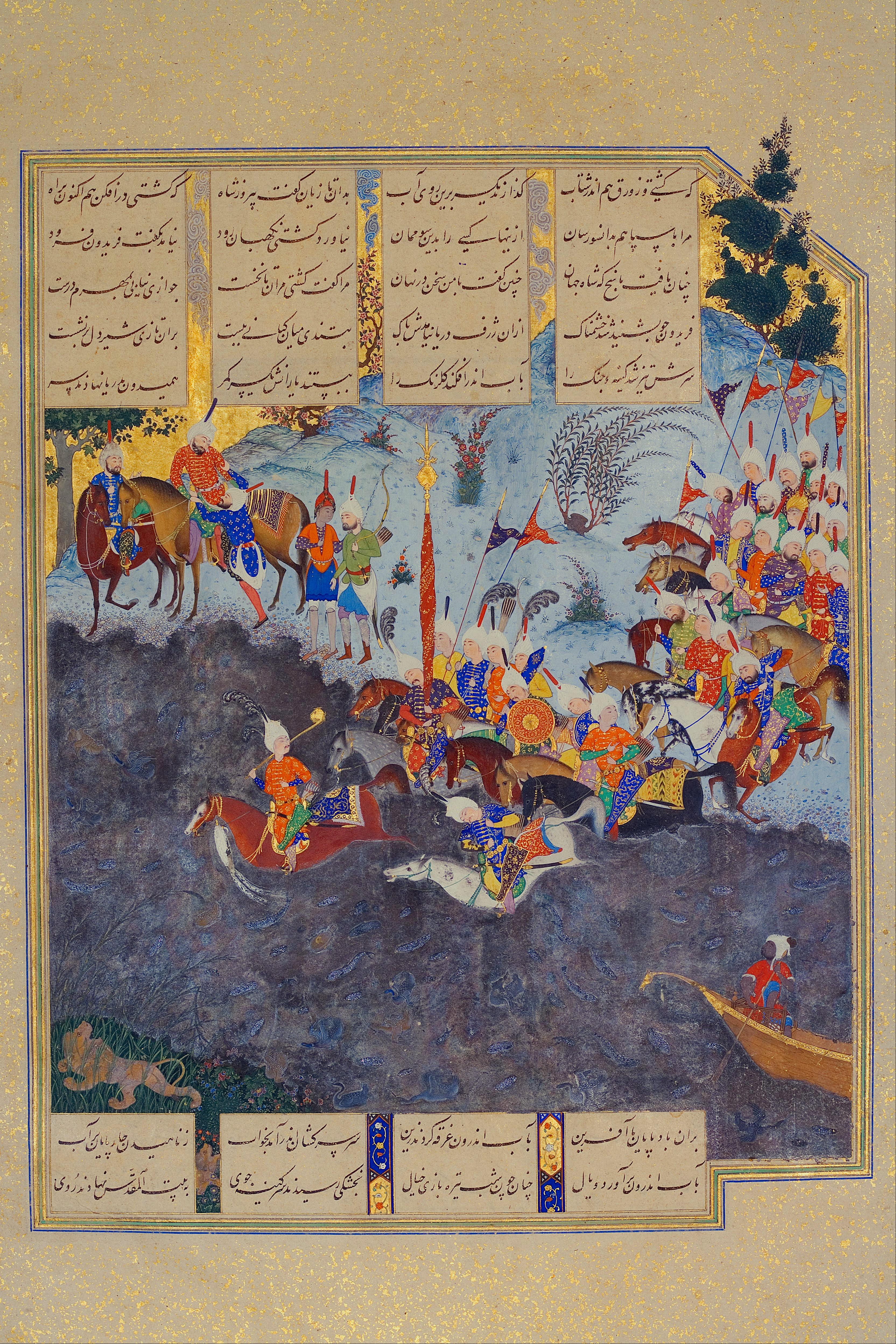
رسم من الشاهنامه الطهماسبية.

الفن الصفوي هو فن السلالة الصفوية الإيرانية الممتد بين عامي 1501-1722، في إيران والقوقاز الحالية. تربع على عرش فنون الكتاب والعمارة، بما في ذلك الخزف والمعادن والزجاج والحدائق. تتمتع فنون الفترة الصفوية بالتطور الوحدوي الذي يفوق جميع فترات الفن الإيراني الأخرى. تُعد الإمبراطورية الصفوية إحدى أبرز السلالات الحاكمة في إيران. حكموا واحدة من أعظم الإمبراطوريات الفارسية، وحققوا إنجازات فنية عديدة منذ الفتح الإسلامي لبلاد فارس.

## السياق التاريخي
ترجع جذور السلالة الصفوية إلى الأخوية المسماة بالصفوية، إذ ظهرت في أذربيجان عام 1301، من خلال الشيخ صفي الدين الأردبيلي الذي سُميت تيمنًا به. ساهم الصفويون بشكل كبير في انتشار طائفة الإثني عشرية التابعة للمسلمين الشيعة، الذين يؤمنون باختباء الإمام الثاني عشر مثل قائده.
لم تظهر طموحات السلالة الصفوية السياسية حتى عام 1447، بعد استيلاء الشيخ جنايد على السلطة. بدأ نظام من المعارك والتحالفات مع القبائل التركمانية، ما أدى إلى اندثار سلالة قراقويونلو التي حكمت منطقة تبريز، الواقعة على الجانب المقابل من قبائل آق قويونلو في الأناضول، حتى ذلك الوقت. سرعان ما قُتل حيدري، خليفة جنايد، وتولى شاه إسماعيل البالغ من العمر 12 عام في ذلك الوقت القيادة كزعيم للحركة في عام 1499. انطلقت حملة ترويج لاحقًا ما سمح بتجنيد جيش على إثرها. في عام 1500، تحدى جيشه الذي يضم 7000 جنديًا قوات التركمان، 30,000 من الرجال الأقوياء، وفي عام 1501، دخل شاه إسماعيل تبريز في شمال غرب إيران، وأعلن الشعائر الإمامية (الإثني عشرية) كدين سمي في الدولة وأطلق العملات المعدنية الأولى باسمه.
تسارع التوسع الإقليمي نحو بغداد، وتزايد في القوقاز والإمبراطورية العثمانية، لكن وصول سليم الأول الذي حظر الدين الشيعي، إلى رأس الإمبراطورية العثمانية ومعركة جالديران (22 أغسطس 1514) شكلا نقطة تحول. تكبد الجيش الصفوي، غير المعتاد على الأسلحة النارية، هزيمة فادحة. دخل سليم الأول تبريز – التي انسحب منها بعد أشهر قليلة نتيجة النزاعات الداخلية – وضم أجزاءً كبيرة من الأراضي الصفوية. انسحب شاه إسماعيل من الحياة السياسية، ونُحيت سيادته الدينية بشكل قاطع، بينما تدهورت العلاقات مع تركمان قزلباش. ازدهرت التجارة مع أوروبا بعد استيطان البرتغاليين في مضيق هرمز.
بعد وفاة شاه إسماعيل، تولى ابنه شاه طهماسب الذي يبلغ من العمر 10 سنوات السلطة. في عام 1534، غزا سليمان إيران بقوة تضم 200,000 رجل و300 مدفعية. لم يستطع طهماسب إرسال سوى 7000 رجل (من المشكوك بولائهم) مع بعض المدافع. فرض العثمانيون سيطرتهم على العاصمة الصفوية تبريز، واستولوا على بغداد. تجنب طهماسب المواجهة المباشرة مع الجيش العثماني، وفضل إنهاكه ثم الانسحاب متبعًا سياسة الأرض المحروقة. أدت هذه السياسة إلى خسارة 30,000 جندي عثماني عند مرورهم عبر جبال زاغروس ما أجبر سليمان على التخلي عن حملته.
عانت المنطقة اثني عشر عامًا من الفوضى بعد وفاة طهماسب في عام 1576، ولم تحظ بالهدوء حتى وصول شاه عباس الأول. سرعان ما عقد اتفاقية سلام مع العثمانيين، ومنح نفسه الوقت اللازم لتأسيس جيش من الغلمان. تعرض هؤلاء الجنود من الرقيق ذوي الأصول الشركسية، والجورجية والأرمينية، للترحيل إلى بلاد فارس بشكل جماعي منذ عهد طهماسب الأول. حل هؤلاء الجنود المدربون والمجهزون بأفضل الأسلحة والموالون للشاه محل قزلباش واستولوا على جميع مناصبهم لدى الأسرة الحاكمة والإدارة المدنية والجيش. مكنت هذه الإجراءات، بما في ذلك الإصلاحات الأوروبية الثقيلة للجيش التي يعود فضلها إلى الأخوين البريطانيين شيرلي، الشاه من هزيمة الأوزبك بسهولة واستعادة هرات في عام 1598، ثم بغداد في عام 1624، وكامل القوقاز وما بعدها. تميز هذا الحكم، الأبرز في السلالة الحاكمة، بدعمه ازدهار التجارة والفن، خاصة مع بناء العاصمة الجديدة أصفهان.
اعتُبرت الفترة التالية لموت شاه عباس فترة تدهور طويلة، يعود ذلك جزئيًا إلى نظام الحريم، الذي شجع على التآمر والتلاعب، من قبل نفس الطبقات القوقازية الجديدة في المجتمع الفارسي. تميز حكم شاه صافي (الممتد بين عامي 1629-1642) بالعنف الاستبدادي والتراجع الإقليمي؛ ومثلت فترة شاه عباس الثاني بداية التعصب الديني تجاه أهل الذمة وبشكل خاص اليهود، واستمر الوضع على هذا المنوال في عهد شاه سليمان وشاه حسين. ضعفت السلالة نتيجة العداوات والحروب الأهلية والتدخل الأجنبي من الروس والهولنديين والبرتغاليين، ما مكن تمرد الأفغان في عام 1709 من قيادة السلالة إلى نهايتها وسقوطها في عام 1722.

## الفن

### الخزف

#### تحت حكم شاه إسماعيل وشاه طهماسب
تصعب دراسة الخزف وتأريخه في عهد شاه إسماعيل وشاه طهماسب نتيجة وجود عدد قليل من القطع المؤرخة أو التي يُذكر مكان إنتاجها. من المعروف أيضًا تفضيل الشخصيات القوية للخزف الصيني على الخزف محلي الصنع. مع ذلك، حُددت مواقع العديد من ورش العمل على الرغم من عدم التأكد من صحتها:
- نيسابور
- كوباشي (للخزف المعماري)
- كرمان (القطع أحادية اللون المقولبة)
- مشهد
- يزد (بناءً على حوض في المتحف البريطاني)
- شيراز (ذكرها تشاردين)
- بورديباس
- جامبرون
- نائين

تُعد المواقع الخمسة الأولى موثوقة أكثر من الأربعة الأخيرة، إذ استشهدت بها العديد من المصادر، لكن ليس بالإمكان التأكد منها بشكل كلي.
بشكل عام، تميل الديكورات إلى تقليد تلك المصنوعة بالخزف الصيني، إذ تنتج قطعًا من اللونين الأزرق والأبيض ذات أشكال وزخارف صينية (مرلي منحني، وغيوم تشي، والتنانين وما إلى ذلك). في جميع الحالات، يتميز الأزرق الفارسي عن نظيره الصيني ببراعة الفروق الدقيقة وكثرة عددها. غالبًا ما تُكتب رباعيات الشعراء الفرس، التي تتعلق أحيانًا بمقصد القطعة (على سبيل المثال، الكناية إلى النبيذ في الكأس) في أنماط زخرفية حلزونية. يمكن أيضًا ملاحظة نوع مختلف نادر جدًا من الديكور، إذ يحمل أيقونات خاصة بالإسلام (الأبراج الإسلامية، وحراشف البراعم والأرابيسك) ويتأثر بالعالم العثماني، إذ يتضح ذلك من التصاميم زهرية الشكل ذات الحواف الريشية (زخارف زهر العسل) المستخدمة بشكل شائع في تركيا.
أُنتجت مجموعة واسعة من أنواع القطع: الأقداح، والأطباق، والزجاجات طويلة العنق، والمبصقة وغيرها. يمكن ملاحظة حافظات الماء المزودة برقبة طويلة ومركز مسطح من جهة ومدور من الجهة الأخرى: عُثر على مثال عنها في متحف فكتوريا وألبرت وفي قصر الشتاء.
بين حكم شاه عباس ونهاية الإمبراطورية
يمكن تمييز أربع مجموعات من بين الخزفيات الصخرية، إذ يرتبط كل منها بطريقة إنتاج مختلفة:
- لياس
- مشهد
- تبريز (مركز افتراضي، من المحتمل بالترافق مع ورشة عمل مدعومة من قبل أعمال الخير الملكية)
- مركز غير محدد منتج للقطع ذات اللونين الأزرق والأبيض المقلدة لخزف وانلي (خزف الكراك)

مع إغلاق السوق الصيني في عام 1659، برزت أهمية الخزف الفارسي لتلبية الاحتياجات الأوروبية. حددت العلامات الزائفة من ورش العمل الصينية على ظهر بعض الخزفيات الذوق الأوروبي لخزف الشرق الأقصى، الذي أبدى رضاه الكبير عن الإنتاج الصفوي. أدى هذا الاتجاه الجديد إلى ازدياد استخدام الأيقونات الصينية والغربية (الأفيال) وإدخال بعض الأشكال الجديدة والمذهلة في بعض الأحيان (النارجيلة، والأطباق المثمنة والأشياء حيوانية الشكل).
أثناء الفترة نفسها، ظهرت العديد من الشخصيات الجديدة المتأثرة بفن الكتاب: الساقيين الشبان الأنيقين، أو النساء الشابات مع ظلال منحنية أو أشجار السرو متشابكة الأغصان، ما يذكرنا برسومات رضا عباسي. تجدر الملاحظة أيضًا إلى استخدام اللون الأصفر الجميل، وتقنية البريق التي بقيت مستخدمة في بعض قطع القرنين السابع عشر والثامن عشر.